# レインジャー1号
レインジャー1号（Ranger 1）は、アメリカ航空宇宙局の月探査機の試験機。レインジャー計画における最初の探査機である。主なミッションは、今後の月探査や惑星探査ミッションに必要な機能や部品をテストすることだった。また、惑星間空間の粒子や場を研究することも目的としていた。このミッションは、後半でロケットが故障したため、部分的にしか成功しなかった。

## 探査機のデザイン
探査機は、直径1.5mの六角形の枠の上に、アルミニウムの支柱でできた高さ4mの円錐が乗った形をしていた。下部の六角形の枠からは、全長5.2mの太陽電池パネルの羽根が伸びていた。また高感度の指向性パラボラアンテナが六角形の構造の底についていた。実験器具やその他の装置は六角形の基部や円柱のタワーに取り付けられた。その中にはライマンα望遠鏡やルビジウム蒸気式磁力計、静電気分析器、中エネルギー粒子検出器、電離箱、宇宙塵検出器、シンチレーション検出器等があった。
通信システムは、高感度アンテナや全方向アンテナ、960.1MHzと960.05MHzの2つの無線機等からなっていた。電力は2つのパネルに取り付けられた、総重量57kgの8,680個の太陽電池からなる銀-亜鉛電池等から供給された。高度の制御は半導体のタイミング・コントローラ、太陽及び地球感知センサによって行なわれた。温度の制御は金板、白の塗装、アルミニウムの被覆によって受動的に行なわれた。

## ミッション
レインジャー1号は、地球の待機軌道を経由し、高度6万kmから1100万kmの軌道に移動するように設計された。目的は、将来の月探査ミッションに備えてシステムを試験し、戦略を検討することだった。
レインジャー1号は1961年8月23日にケープカナベラル空軍基地LC-12発射台より、アトラス・アジェナロケットで打ち上げられた。レインジャー1号の打ち上げは成功し、計画どおりに待機軌道に達した。しかし、第二段であるアジェナBエンジンが動作しなかったため、より高い軌道に移ることができず、レインジャー1号がアジェナロケットから分離すると低軌道まで落ちて回転を始め、地球周回111周目の1961年8月30日に大気圏再突入した。ミッションは部分的に成功し、飛行試験という当初の目的の多くは果たせたが、科学的なデータはほとんど得られなかった。